# Єн Мак-Дональд
Єн Ніл Макдональд (нар. 31 березня 1960) — британський письменник-фантаст. Живе у Белфасті. Автор широко відомих романів «Шлях відчаю», «Ріка богів», «Будинок Дервіша» тощо. Лауреат багатьох премій: Меморіальна премія імені Теодора Стерджона, Премія «Г'юґо», Меморіальна премія імені Джона Кемпбелла.

## Біографія
Єн Макдональд народився 31 березня 1960 року в Манчестері (Англія). Мати Єна за національністю ірландка, а батько шотландець. Коли Єну виповнилося п'ять років, його сім'я переїхала в Північну Ірландію. Дорослішання майбутнього автора проходило на тлі етнополітичного конфлікту в Північній Ірландії 1968—1998 (так звані «Клопоти»), що не могло не вплинути на його світовідчуття і майбутню творчість. Багато творів автора, дійсно, так чи інакше зачіпають проблеми постколоніалізму і взаємин країн «третього світу» з колишніми метрополіями.
В 1982 році в журналі «Extro» був опублікований дебютний твір І. Макдональда — The Island of the Dead («Острів мертвих»). Дебютний же роман Desolation Road («Дорога відчаю») опубліковано в 1988 році. Роман, сюжет якого був навіяний «Марсіанськими хроніками» Рея Бредбері і книгою «Сто років самотності» Маркеса, позитивно оцінений критиками і здобув премію «Локус» 1989 року в номінації «Кращий дебютний роман». 
Зараз Єн Макдональд проживає в Белфасті.

### Марс
Цикл творів про «Марс» (Mars):
- роман «Desolation Road» («Дорога розпачу»), 1988 год — лауреат премії «Локус» («Кращий дебютний роман») 1989 року;
- роман «Ares Express», 2001 рік (на основі розповіді «The Catharine Wheel»);
- повість «Big Chair», 1992 рік;
- повість «The Luncheonette of Lost Dreams», 1992 рік;
- повість «Steam», 1995 рік;
- повість «The Five O’Clock Whistle», 1997 рік;
- повість «The Old Cosmonaut and the Construction Worker Dream of Mars», 2002 рік.

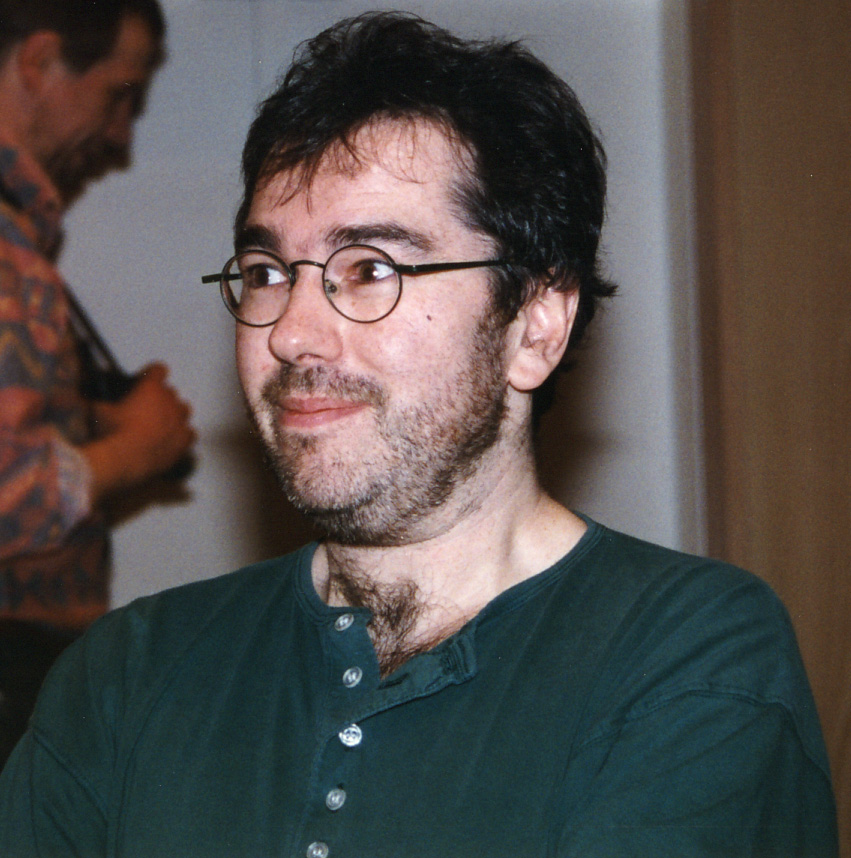
Єн Макдональд на НФ-конвенті, Дортмунд, 1997 рік

### Shian
Цикл творів «Shian»:
- роман «Sacrifice of Fools», 1996 рік;
- повість«The Undifferentiated Object of Desire», 1993 рік;
- повість«Legitimate Targets», 1994 рік;
- повість«Frooks», 1995 рік.

### Necroville
Цикл творів «Necroville»:
- роман «Necroville», 1994 рік;
- повість The Days of Solomon Gursky, 1998 рік

### Chaga Saga
Цикл творів «Chaga Saga»:
- роман «Chaga», 1995 рік;
- роман «Kirinya», 1998 рік;
- повість «Recording Angel», 1996 рік;
- повість «Tendeléo’s Story» («Історія Тенделео»), 2000 рік[1] — лауреат премій Старджона в 2001 році і «Сігма-Ф» («Найкращий зарубіжний твір») в 2003 році;

### Індія
- роман River of Gods («Ріка Богів»), 2004 рік[2] — лауреат премії «BSFA» (Найкращий роман) в 2005 рік, лауреат «Итог-2006» журнала «Мир фантастики» («Найкращий закордонний науково-фантастичний роман»);
- збірник Cyberabad Days, 2009 год. У складі повісті та розповіді:
  - Sanjeev and Robotwallah, 2007 рік;
  - Kyle Meets the River, 2006 рік;
  - The Dust Assassin, 2008 рік;
  - An Eligible Boy, 2008 рік;
  - The Little Goddess («Маленька богиня»), 2005 рік;
  - The Djinn’s Wife («Дружина джинна»), 2006 рік — лауреат премій «BSFA» (номінація «Мала форма») і «Г'юго» (номінація «Найкраща коротка повість») в 2007 році;
  - Vishnu at the Cat Circus, 2009 рік.

### Everness
Цикл творів «Everness» про пригоди Еверетта Сінха у паралельних Всесвітах:
- Planesrunner, 2011 рік (книга 1)
- Be My Enemy, 2012 рік (книга 2)
- Empress of the Sun, 2014 рік (книга 3)

### Luna
- Luna: New Moon, 2015 рік
- Luna: Wolf Moon, 2017 рік

### Романи
Романи, котрі не увійшли у жоден з циклів творів.
- Out on Blue Six, 1989 рік;
- King of Morning, Queen of Day, 1991 рік;
- Hearts, Hands and Voices, 1992 рік;
- Scissors Cut Paper Wrap Stone, 1994 рік;
- Brasyl («Бразилія»), 2007 рік — лауреат премії «BSFA» («Найкращий роман») в 2008 році.
- The Dervish House, 2010 рік — лауреат премій «BSFA» і Джона. В. Кемпела, номінант на премії «Г'юго»[3], «Локус» и Артура Кларка[4] в номінації «Найкращий роман» в 2011 році.

### Повісті та оповідання
- The Island of the Dead («Острів мертвих»), 1982 рік;
- The Catharine Wheel, 1984 рік — послужив основою для роману «Ares Express»;
- King of Morning, Queen of Day, 1988 рік — послужив основою для повісті «Craigdarragh», першої частини роману «King of Morning, Queen of Day»;
- Unfinished Portrait of the King of Pain by Van Gogh, 1988 рік;
- Listen, 1989 рік;
- Rainmaker Cometh, 1989 рік;
- Toward Kilimanjaro, 1990 рік — послужив основою для роману «Chaga»;
- Innocents, 1992 рік — лауреат премії «BSFA» в 1993 році;
- The Hidden Place, 2002 рік[5].